# 鹽野干支郎次
塩野干支郎次（1976年9月16日—）是日本漫畫家。長野縣出身。

## 作品
- 《魔域英雄傳說》（Ubel Blatt～ユーベルブラット～）：16冊待續（1～15冊與第0冊），中文版尚禾代理，已絕版；後由台灣角川獲得版權，更名為《Ubel Blatt ～斬魔凶刃～》重新出版，日文版全24卷。
- 《魔女鍊金術師》（ブロッケンブラッド）：全9冊，中文版由長鴻代理。
- 《崩毀年代記》（エクストラ・イグジステンス）：全1冊，中文版尖端代理。
- 《貓耳娘戰隊》（ネコサス：シックス）：全1冊，中文版長鴻代理。
- 《天神聖衣》（セレスティアルクローズ）：9冊待續，中文版東立代理，日文版全11卷。
- 《美少女行動開始》（ブルームド・イン・アクション）：全1冊，中文版東立代理。
- 《人類領域的支配者》 （この人類域のゼルフィー）: 2冊待續，中文版東立代理，日文版全五卷。
- 《ウイングドマーメイズ》：2冊待續，未代理。
- 《雑な学舎》：1冊待續，未代理。
- 《Deep Insanity》：原作：海法紀光、深見真

## 外部連結
- （日語）（公式網站）
- （日語） 鹽野干支郎次的X（前Twitter）